# Kapela sv. Roka u Šestinama
Kapela sv. Roka katolička je kapela sagrađena 1746. godine u zagrebačkom naselju Šestine. Smještena je iznad Šestina uz raskrižje puteva koji vode prema vrhu Medvednice, odnosno prema Kulmerovim dvorima. Kapela je zaštićeno kulturno dobro Republike Hrvatske.

## Povijest i arhitektura
Kapela je orijentirana u smjeru istok-zapad. Jednobrodna je građevina, s mnogokutno zaključenim svetištem te malim zvonikom koji se nalazi iznad zabata. U osi pročelja 1942. – 1943. godine postavljen je drveni zvonik.
Ova kapela posjeduje vrijedan crkveni inventar.

## Galerija
- Ulazna vrata
- Pogled na kapelu s pristupnih stepenica
- Kip na pročelju